# FC Elva
FC Elva – estoński klub piłkarski z siedzibą w Elvie.

## Historia
Klub został założony w 2000. W 2005 i 2007 występował w Esiliiga.